# Дорохово (Бежецький район)
Дорохово (рос. Дорохово) — селище в Бежецькому районі Тверської області Російської Федерації.
Населення становить 831 особу. Входить до складу муніципального утворення Филипковське сільське поселення.

## Історія
Від 2005 року входить до складу муніципального утворення Филипковське сільське поселення.

## Населення
| 2008 | 2010 |
| ---- | ---- |
| 1457 | ↘831 |